# 로그 정규 분포
확률론과 통계에서 로그 정규분포(log正規分布, 영어: log-normal distribution)는 그 로그가 정규분포를 따르는 확률변수의 분포이다.

## 정의
로그 정규분포 {\displaystyle \ln {\mathcal {N}}(\mu ,\sigma ^{2})}는 다음 성질을 만족시키는 확률변수 {\displaystyle X}의 분포다.
{\displaystyle \ln X\sim {\mathcal {N}}(\mu ,\sigma ^{2})}

## 참고 문헌
- Aitchison, J.; J. A. C. Brown (1957). 《The Lognormal Distribution》 (영어). Cambridge University Press.
- Limpert, E.; W. Stahel, M. Abbt (2001). “Log-normal Distributions across the Sciences: Keys and Clues” (PDF). 《BioScience》 (영어) 51 (5): 341–352.

## 같이 보기
- 페이딩